# أرنولد دبليو. دونالد
أرنولد دبليو. دونالد (بالإنجليزية: Arnold W. Donald) هو رائد أعمال وشخصية أعمال أمريكي، ولد في 1955 في نيو أورلينز في الولايات المتحدة.

## وصلات خارجية
- أرنولد دبليو. دونالد على موقع إن إن دي بي (الإنجليزية)